# Кассовый чек

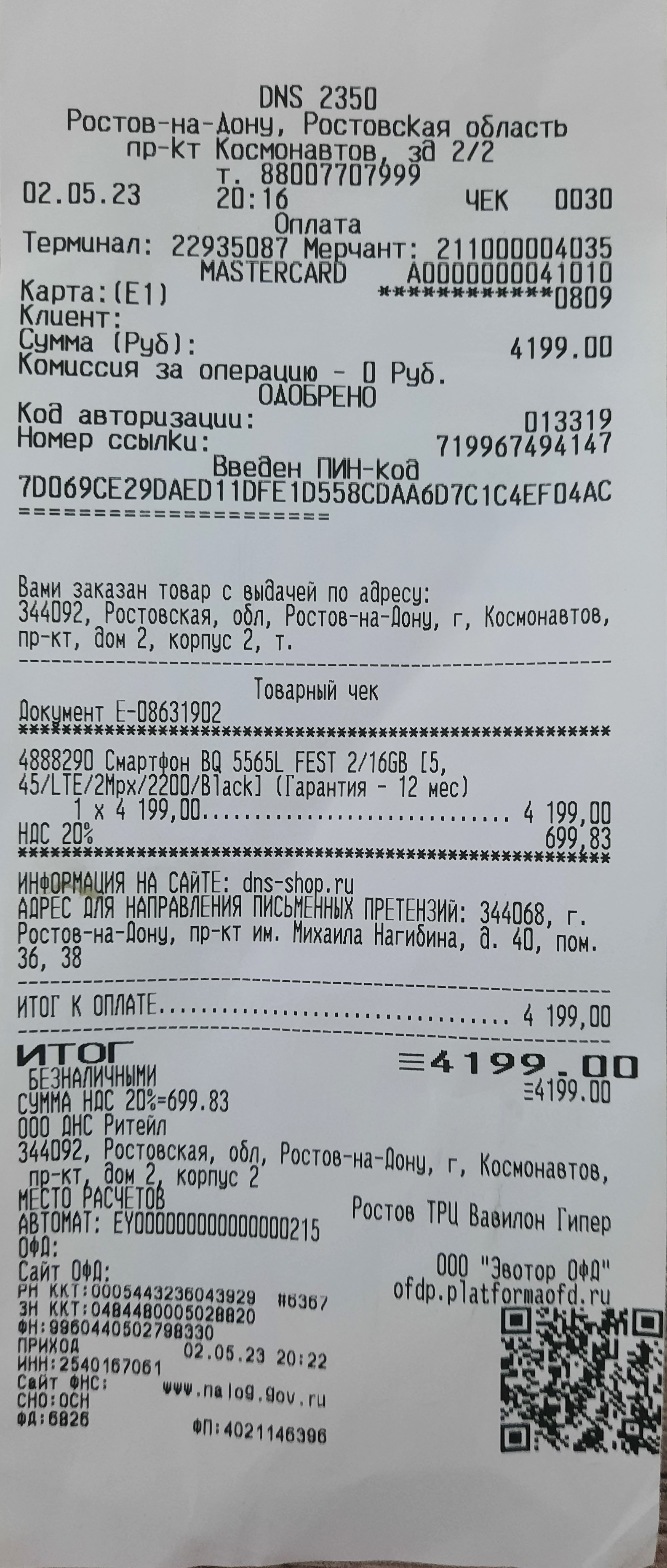
Кассовый чек выданный при покупке в российском магазине

Ка́ссовый чек — документ, который печатает на специальной ленте кассовая машина.
Большей частью в современных ККМ для печатания КЧ используется термопечать.
На кассовых чеках некоторых стран присутствует логотип страны и обозначение, позволяющее установить производителя и модель кассового аппарата, например, на всех литовских чеках присутствует обозначение LTF и код модели кассового аппарата из двух латинских букв, логотипы страны также имеются на итальянских, польских и, вероятно, болгарских чеках.

## Российская Федерация
Кассовый чек — фиксальный первичный учётный документ, сформированный в электронной форме и (или) отпечатанный с применением ККМ в момент расчета между пользователем и покупателем, содержащий сведения о расчете, подтверждающий факт его осуществления и соответствующий закону России о применении контрольно-кассовой техники. Чаще всего, внешне кассовый чек (КЧ) — это полоска бумажной ленты прямоугольной формы. Кассовый чек является документальным подтверждением договора купли-продажи. Его наличие является одним из возможных доказательств, представляемых для возврата либо обмена купленного товара. В настоящее время в Российской Федерации ст.25 п.1 ФЗ «О защите прав потребителей» говорит о том, что возврат товара возможен при наличии свидетеля. При строгом соблюдении норм российского законодательства о защите прав потребителей его наличие не является для этого обязательным.
На КЧ обязательно печатаются следующие реквизиты:
- наименование документа;
- порядковый номер за смену;
- дата, время и место (адрес) осуществления расчета (при расчете в зданиях и помещениях - адрес здания и помещения с почтовым индексом, при расчете в транспортных средствах - наименование и номер транспортного средства, адрес организации либо адрес регистрации ИП, при расчете в сети "Интернет" - адрес сайта пользователя);
- наименование организации-пользователя или фамилия, имя, отчество ИП - пользователя;
- идентификационный номер налогоплательщика пользователя;
- применяемая при расчете система налогообложения;
- признак расчета (получение средств от покупателя - приход, возврат покупателю средств, полученных от него, - возврат прихода, выдача средств покупателю - расход, получение средств от покупателя, выданных ему, - возврат расхода);
- наименование товаров, работ, услуг (если объем и список услуг возможно определить в момент оплаты), платежа, выплаты, их количество, цена (в рублях) за единицу с учетом скидок и наценок, стоимость с учетом скидок и наценок, с указанием ставки НДС (за исключением случаев осуществления расчетов пользователями, не являющимися налогоплательщиками НДС или освобожденными от исполнения обязанностей налогоплательщика НДС, а также осуществления расчетов за товары, работы, услуги, не подлежащие налогообложению (освобождаемые от налогообложения) НДС);
- сумма расчета с отдельным указанием ставок и сумм НДС по этим ставкам;
- форма расчета (оплата наличными деньгами и (или) в безналичном порядке), а также сумма оплаты наличными деньгами и (или) в безналичном порядке;
- должность и фамилия лица, осуществившего расчет с покупателем, оформившего кассовый чек или бланк строгой отчетности и выдавшего (передавшего) его покупателю (за исключением расчетов, осуществленных с использованием автоматических устройств для расчетов, применяемых в том числе при осуществлении расчетов в безналичном порядке в сети "Интернет");
- регистрационный номер ККМ;
- заводской номер экземпляра модели фискального накопителя;
- фискальный признак документа;
- адрес сайта уполномоченного органа в сети "Интернет", на котором может быть осуществлена проверка факта записи этого расчета и подлинности фискального признака;
- абонентский номер либо адрес электронной почты покупателя в случае передачи ему КЧ в электронной форме или идентифицирующих такие КЧ признаков и информации об адресе информационного ресурса в сети "Интернет", на котором такой документ может быть получен;
- адрес электронной почты отправителя КЧ в электронной форме в случае передачи покупателю КЧ в электронной форме;
- порядковый номер фискального документа;
- номер смены;
- фискальный признак сообщения (для КЧ, хранимых в фискальном накопителе или передаваемых оператору фискальных данных);
- QR-код.

А также по желанию продавца может быть указано приветствие.
Иногда в КЧ указывается размер скидки, накопительные бонусы и т. д.
В России на кассовых чеках печатается признак фискального режима — буквы Ф, ФП или ПФП. Также для верификации кассовых чеков используется КПК — криптографический проверочный код, он печатается в конце кассового чека и позволяет проверить кассовый чек на подлинность.